# عفونت قارچی واژن

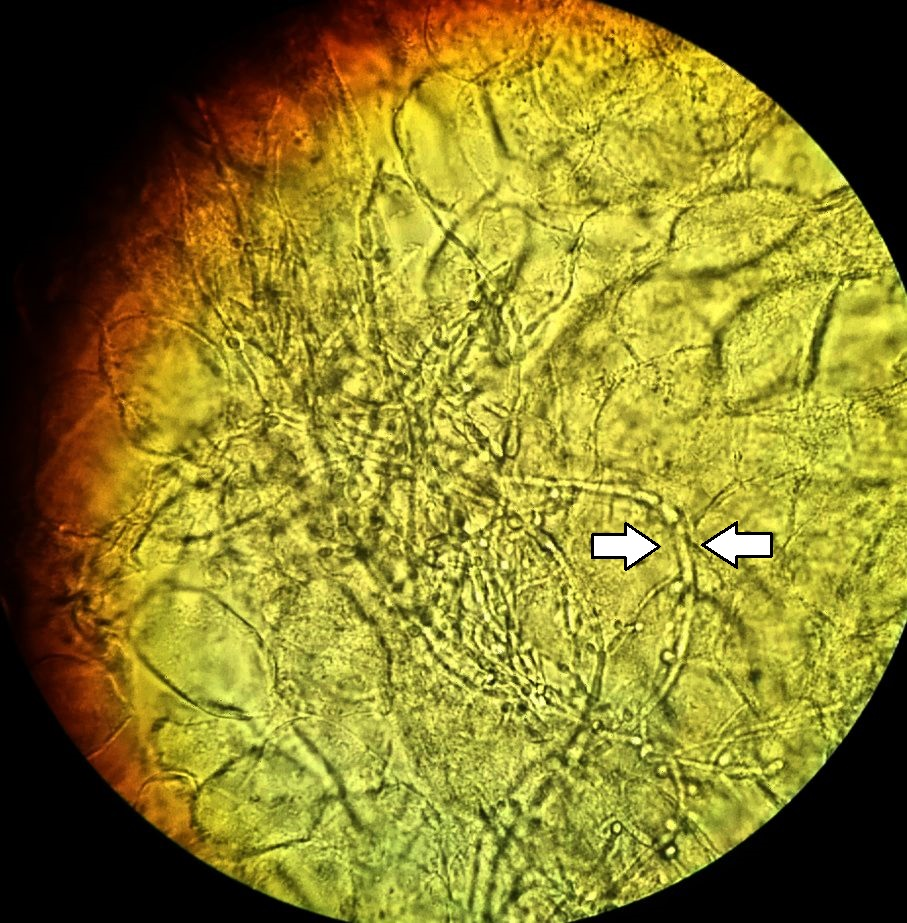
تصویر لام مرطوب واژن مبتلا به وولو-واژینیت کاندیدایی (با استفاده از پتاسیم هیدروکسید در بزرگنمایی 40 برابر): در این لام نوارهایی از شبه هایف (سودوهایف) های کاندیدا آلبیکنس قابل مشاهده است (فلش سفید) که توسط سلول‌های اپتلیال واژینال گرد احاطه شده است.

عفونت قارچی واژن عبارت است از رشد بیش از اندازهٔ قارچ‌ها در ناحیهٔ واژن که منجر به آزار شخص مبتلا می‌گردد. مهم‌ترین نشانه‌های این عفونت عبارتند از سوزش در هنگام ادرار، خروج ترشحات سفید و حجیم از ناحیهٔ واژن که معمولاً بوی بد ندارد، داشتن درد در هنگام رابطهٔ جنسی و قرمزی ناحیهٔ واژن و اطراف آن. این نشانه‌ها درست پیش از آغاز عادت ماهانه بیشتر هم می‌شود.
عفونت ناحیهٔ واژن به دلیل رشد بیش از اندازهٔ قارچ کاندیدا است. این نوع قارچ در حالت طبیعی در شمار کم در ناحیهٔ واژن وجود دارد. این عفونت جزو بیماری‌های آمیزشی به‌شمار نمی‌آید اما در میان افرادی که از نظر جنسی فعالیت زیادی دارند بیشتر دیده می‌شود. عوامل خطر (risk factors) این عفونت عبارتند از مصرف آنتی‌بیوتیک‌ها، بارداری، دیابت و ایدز. مصرف مواذ تک قندی هم می‌تواند تأثیرگذار باشد. لباس‌های تنگ و نوع لباس زیر احتمالاً نمی‌توانند از جمله فاکتورها باشند. برای تشخیص بیماری باید ترشحات واژن را آزمایش کرد در صورتی که نتیجهٔ آزمایش همانند نتیجهٔ بیماری‌های آمیزشی، تراکوماتیس کلامیدیا، و سوزاک باشد انجام آزمایش‌های بیشتر توصیه می‌شود.
اگر شواهد کافی برای بیماری نبود، پوشیدن لباس‌های زیر نخی و گشاد به عنوان عوامل جلوگیری از پیشرفت بیماری یا پیشگیری توصیه می‌شود. برای درمان از پمادهایی مانند کلوتریمازول یا داروهای خوراکی مانند فلوکونازول استفاده می‌شود. مصرف پروبیوتیک معمولاً مفید نیست.
۷۵ درصد از خانم‌ها دست کم یک بار در زندگی‌شان دچار این عفونت شده‌اند و نیمی از آن‌ها دست کم دو بار عفونت داشته‌اند. نزدیک به ۵٪ بیش از سه بار در یک سال دچار عفونت شده‌اند. این نوع عفونت پس از عفونت واژینوز باکتریال، فراگیرترین نوع عفونت واژنی است.